# Sebastián Alfredo Nader
Sebastián Alfredo Nader (nacido el 17 de septiembre de 1982) es un economista latinoamericano, profesor universitario, especialista en política e innovación. Desempeñó funciones en Argentina, Estados Unidos y Ecuador, participó como expositor en actividades de Google, CEPAL, Naciones Unidas y Conicetentre otras, y obtuvo la calificación de tesis distinguida por sus estudios sobre banca multilateral.

## Primeros años y educación
Sebastián nació en California, Estados Unidos, pero pasó la mayor parte de su vida y cursó sus estudios en la Ciudad de La Plata, Argentina. Cursó su bachillerato experimental en el Colegio Nacional Rafael Hernández y la licenciatura de economía en la Facultad de Ciencias Económicas de la Universidad Nacional de La Plata donde compartió aulas con el exministro de Economía Martín Guzmán. 
En esos años fue creador del Encuentro de Universitarios de Emprendedores declarado de interés provincial, la cátedra de emprendedores de la Universidad Nacional de La Plata y que años después, en 2014, lo llevó a impulsar la creación de la incubadora de empresas de la Universidad denominada “Minerva”. Una vez instalado en Ecuador, cursó sus estudios de Maestría en la Facultad Latinoamericana de Ciencias Sociales donde obtuvo una maestría de relaciones internacionales en negociación y cooperación con tesis distinguida.

## Carrera profesional
Inició su carrera trabajando en el Instituto Interamericano de Cooperación para la Agricultura, una dependencia de la Organización de los Estados Americanos desde 2004 hasta el 2010 momento en el cual se mudó a Silicon Valley para trabajar en el desarrollo de una iniciativa tecnológica basada en alimentos y conocimiento colectivo. En 2011 ocupó funciones en la Dirección Nacional de Preinversión y luego en el Ministerio de Industrias donde estuvo a cargo de la dirección técnica del programa PACC el cual dio un fuerte apoyo al ecosistema emprendedor argentino.
En el año 2015 se trasladó a Ecuador para hacerse cargo de la Gerencia de Economías Creativas del país generando también políticas vinculadas con el desarrollo de la innovación. En el 2018 fue asesor de Correos del Ecuador, luego en el año 2019 se incorporó como asesor del Concejo Metropolitano del distrito metropolitano de Quito  hasta el año 2023 en el cual asumió la Gerencia General del Aeropuerto Internacional Mariscal Sucre administrado a través de la Empresa Metropolitana de Servicios Aeroportuarios y Gestión de Zonas Francas y Regímenes Especiales.
En el ámbito académico fue profesor en la Universidad Nacional de La Plata, estuvo a cargo de la creación y puesta en marcha de la incubadora de empresas de la Universidad Central del Ecuador UniHub , es profesor de economía en la Universidad UTE y cuenta con publicaciones académicas en diferentes ámbitos.